# Собственный Его Императорского Величества Конвой
Собственный Его Императорского Величества Конвой (рус. дореф. Собственный Его Императорскаго Величества Конвой) — формирование Российской императорской гвардии, осуществлявшее охрану Императора и Самодержца Всероссийского и членов царской семьи.

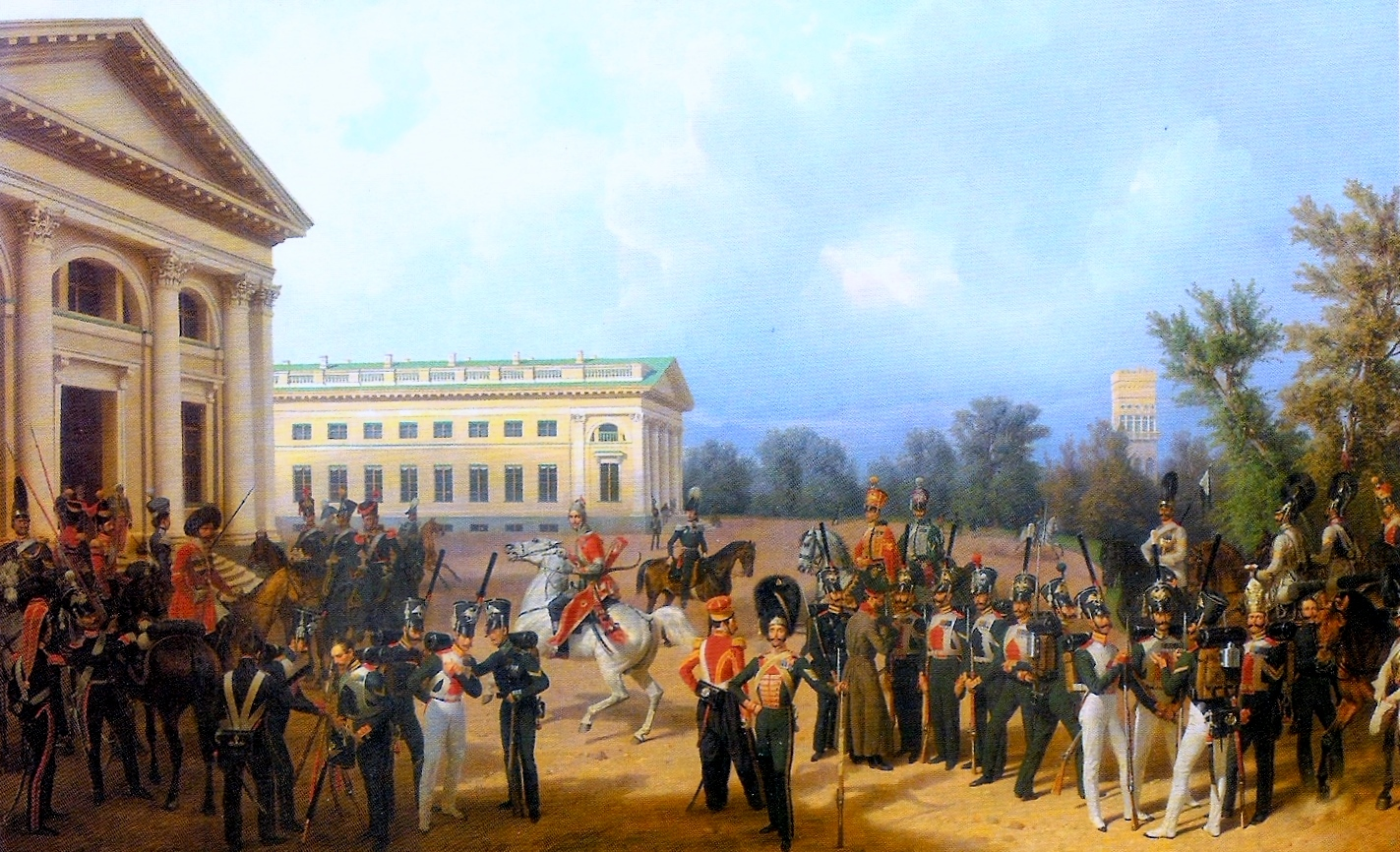
Русская гвардия в Царском Селе в 1832 году. Картина Ф. Крюгера, 1841.

Основным ядром конвоя были казаки Терского и Кубанского казачьих войск. В Конвое также служили осетины, черкесы, кумыки, ногайцы, ставропольские туркмены,  грузины, горцы-мусульмане Кавказа (в частности аварцы), азербайджанцы (по тогдашней терминологии — татары; команда мусульман, с 1857 года четвёртый взвод лейб-гвардии Кавказского эскадрона), крымские татары и представители других народов Российской империи.
Официальной датой основания конвоя считается 18 мая 1811 года. 17 октября 1813 года в Битве народов при Лейпциге лейб-гвардии Казачий полк спас императора Александра I от плена, разметав в тяжелейшем бою кирасир Наполеона Бонапарта. Этот подвиг положил начало Собственному Его Императорского Величества Конвою. Черноморская сотня лейб-гвардии Казачьего полка послужила ядром будущего Конвоя.
Личный состав конвоя был размещен в казармах, построенных в 1845 году в Царском Селе. Ежедневно казаки конвоя занимали 5 постов в Зимнем дворце, а с 1861 года стали сопровождать императора и при выездах.
К началу XX века конвой состоял исключительно из казаков; его образовывали четыре сотни — две кубанские и две терские, из которых на службе всегда находились две, а две были на льготе; сменялись через два года.

## История

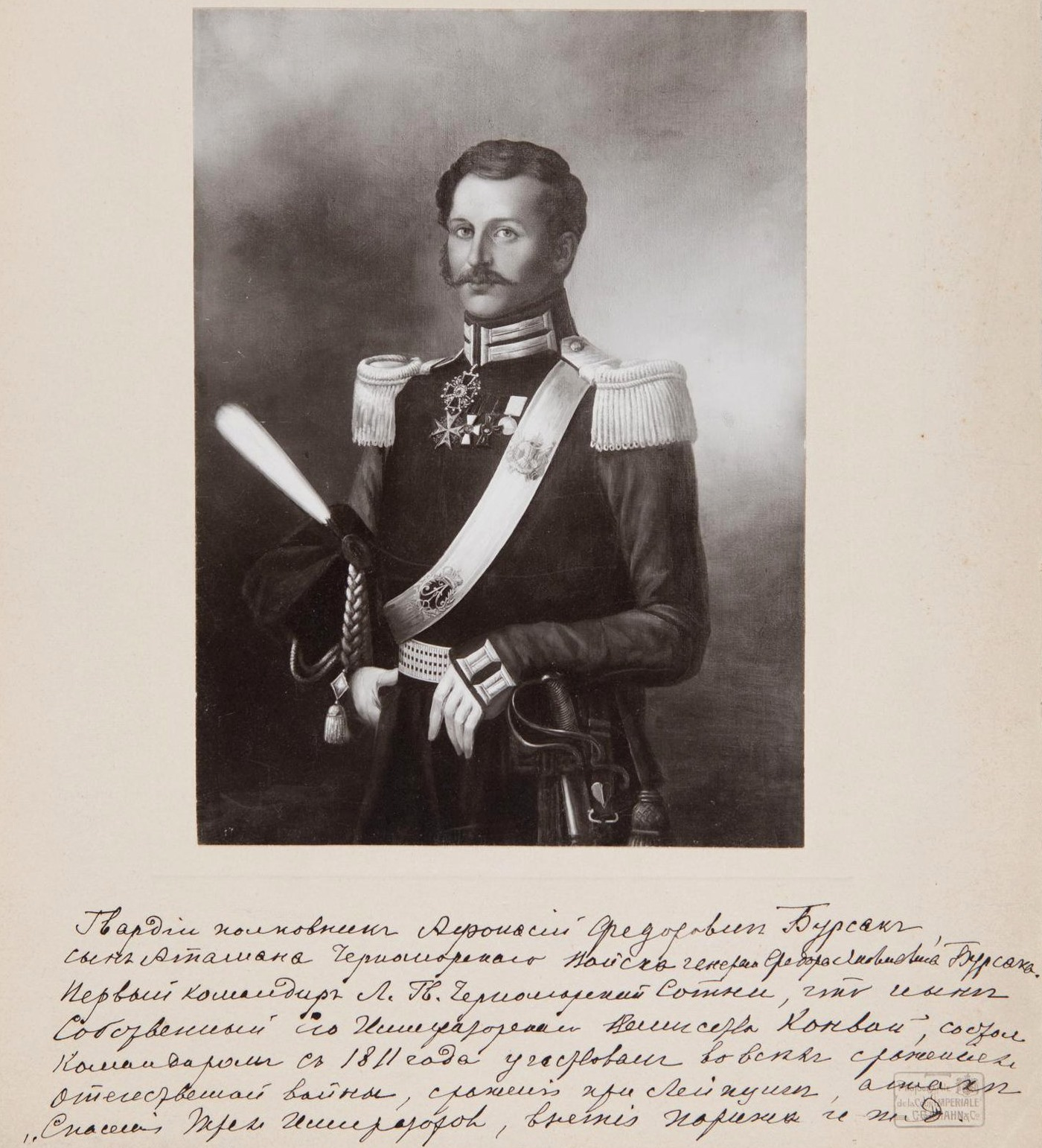
Афанасий Фёдорович Бурсак, полковник, первый командир Черноморской сотни Его Императорского Величества Конвоя

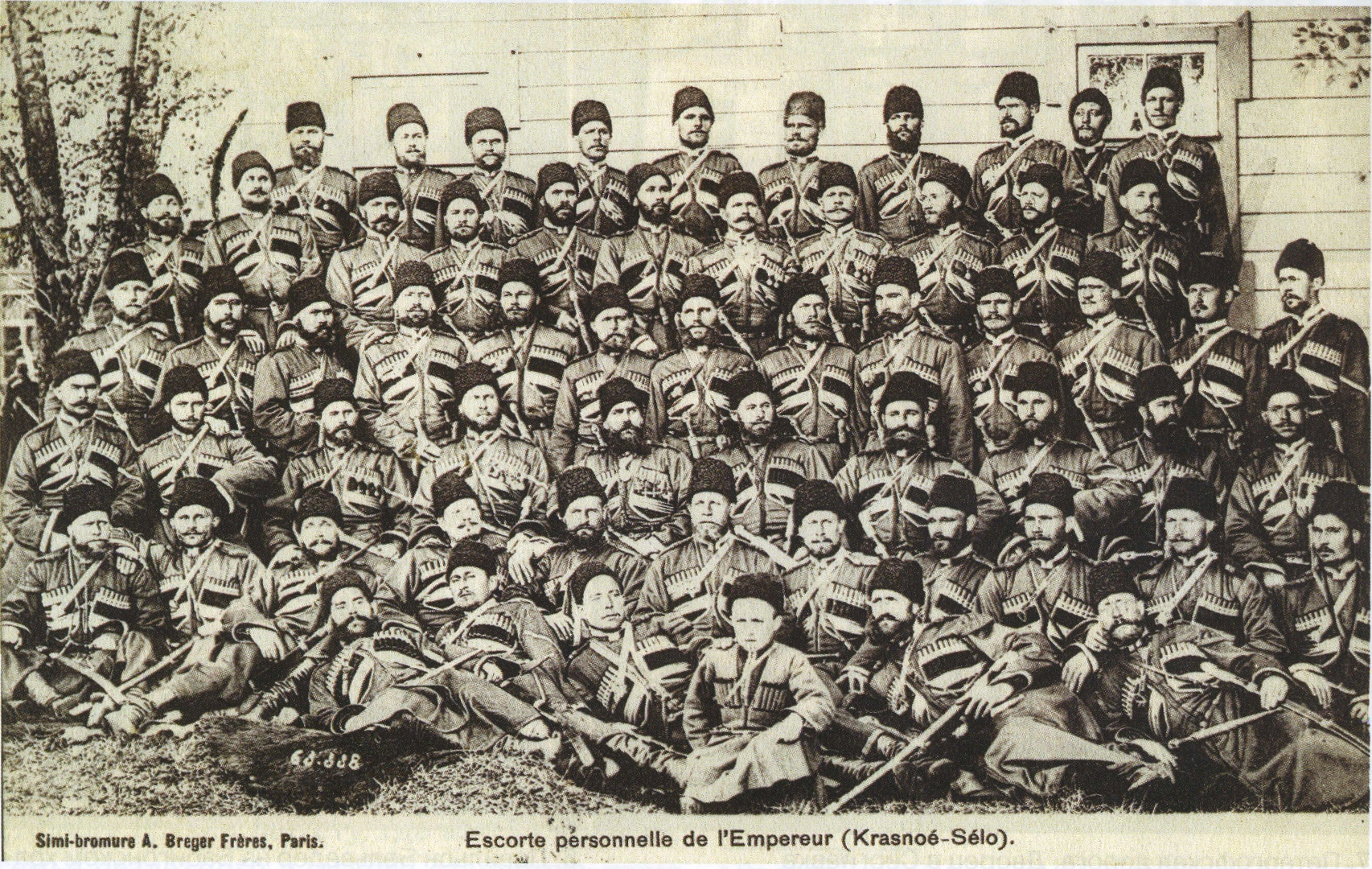
Собственный Его Императорского Величества Конвой Николая II (1895—1900-е гг.)

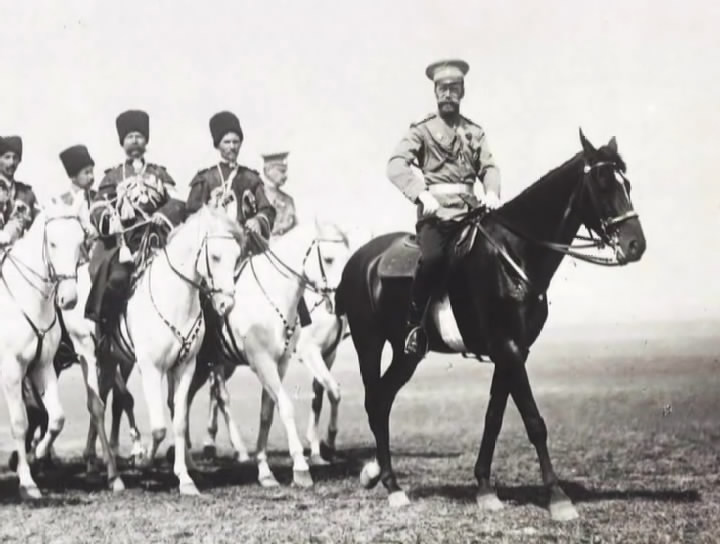
Николай II с казаками Конвоя

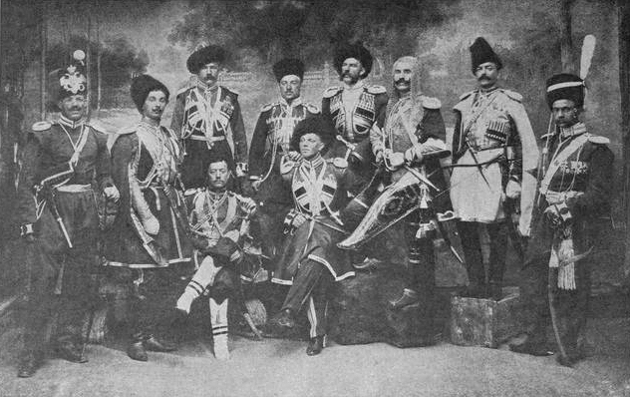
Офицеры конвоя Его Величества в исторических формах (1911)

- 18.05.1811 — сформирована лейб-гвардии Черноморская казачья сотня, под командованием полковника А. Ф. Бурсака, в составе: штаб-офицер 1, обер-офицеров 3, урядников 14, казаков 100, лошадей строевых 118, столько же «подъёмных».
- 27.02.1812 — сотня прибыла в С.-Петербург и зачислена л.-гв. в Казачий полк 4-м эскадроном.
- 14.06.1812 — сотня вступила в бой около местечка Новые Троки с французскими гусарами и отбросила их.
- 25.04.1813 — сотня переименована в лейб-гвардии Черноморский эскадрон.
- 18.09.1828 — сформировано первое штатное подразделение, предназначенное для несения конвойной службы при высочайшем дворе, Лейб-гвардии Кавказско-Горский полуэскадрон[3][2][4][5].
- 12.10.1832 — сформирована для Конвоя команда Кавказского казачьего линейного войска.
- 30.04.1838 — для Конвоя сформирована команда лезгин.
- 11.03.1839 — для Конвоя сформирована команда Закавказского конно-мусульманского полка.
- 01.07.1842 — лейб-гвардии Черноморский эскадрон откомандирован от лейб-гвардии Казачьего полка и развёрнут в самостоятельный лейб-гвардии Черноморский казачий дивизион.
- 18.11.1856 — создан лейб-гвардии Кавказский эскадрон конвоя.
- 1858 — Частично расквартирован в Царском Селе.
- 02.02.1861 — лейб-гвардии Кавказский эскадрон конвоя объединён с Черноморским дивизионом в лейб-гвардии 1, 2 и 3 Кавказские казачьи эскадроны Собственного Его Величества Конвоя.
- 07.10.1867 — казачьи эскадроны начали формироваться отдельно от своих войск и названы лейб-гвардии 1-м и 2-м Кавказскими Кубанскими и лейб-гвардии Кавказским Терским эскадронами.
- 1877 — во время русско-турецкой войны 2-й Кубанский и Терский эскадроны Конвоя приняли участие в боевых действиях. 22 августа 1877 года Терский эскадрон атаковал турецкую пехоту в сражении под Ловчей, за что получил Георгиевский штандарт[6].
- 02.12.1881 — создан ещё один Терский эскадрон.
- 01.02.1882 — Лейб-гвардии Кавказский Горский полуэскадрон расформирован[7].
- 14.03.1891 — эскадроны переименованы в сотни, которые стали называться лейб-гвардии 1-й и 2-й Кубанскими и 3-й и 4-й Терскими казачьими сотнями Собственного Его Императорского Величества Конвоя.
- 02.1915 — сформирована 5-я Сводная сотня Конвоя.

### Первая мировая война и революция
С первых дней Первой мировой войны конвойцы стали обращаться к командиру Конвоя генерал-майору графу А.Н. Граббе-Никитину с рапортами о командировании на фронт. 28 ноября 1915 года командующий Императорской Главной Квартирой министр двора граф В.Б. Фредерикс сообщил командиру Конвоя, что «Государь Император, желая дать... Конвою возможность принять участие в действиях против неприятеля, Высочайше повелеть изволил командировать все сотни Конвоя по очереди на боевой фронт, с прикомандированием очередной сотни к одному из Кавказских казачьих полков». С декабря 1915 года сотни Конвоя посылались на фронт по жребию. Первой выступила на Юго-Западный фронт лейб-гвардии 1-я Кубанская сотня под командованием флигель-адъютанта, есаула А.С. Жукова. Она была прикомандирована ко 2-му Кизляро-Гребенскому полку, входившему в состав 1-й Терской казачьей дивизии. 
В июле 1916 года в действующую армию была направлена лейб-гвардии 4-я Терская сотня Собственного Его Императорского Величества конвоя. До ноября сотня находилась в боевых действиях на Юго-Западном фронте в составе 2-го Волгского казачьего полка 1-й Терской льготной казачьей дивизии. Прибыла она в составе командира сотни подъесаула Григория Татонова, младших офицеров — подъесаула Анатолия Федюшкина, сотников Константина Зерщикова, Николая Золотарёва, Василия Склярова, трех подхорунжих Ильи Зозули, Максима Очередько, Германа Кирилина, 152 урядников и казаков, двух фельдшеров и пяти денщиков. Как и кубанские конвойцы, гвардейские терцы в боевой обстановке показали себя выше всяких похвал. Многие терцы-конвойцы получили Георгиевские награды. 
Во время Февральской революции 1917 года сотни Собственного Его Императорского Величества конвоя были дислоцированы следующим образом. В Царском Селе, охраняя императрицу Александру Федоровну с детьми, находилась лейб-гвардии 2-я Кубанская сотня под командованием есаула М.И. Свидина и лейб-гвардии 3-я Терская под командованием есаула К.И. Панкратова. В Могилёве, при Ставке Верховного главнокомандующего находились лейб-гвардии 1-я Кубанская сотня во главе с есаулом Г.А. Рашпилем и лейб-гвардии 4-я Терская сотня во главе с есаулом Г.П. Татоновым. Основная часть лейб-гвардии 5-й Сводной сотни, которую так и не смогли до конца укомплектовать, находилась в Киеве для охраны вдовствующей императрицы Марии Федоровны. Этим отрядом из 2-х офицеров и 48-ми спешенных урядников и казаков командовал хорунжий А.И. Рогожин. Оставшаяся часть 5-й сотни в составе 35 нижних чинов под командой есаула В.Д. Савицкого вместе с нестроевой командой, находясь в Петрограде, осуществляла охрану казарм, обоза и мастерских Конвоя. 
В начале апреля 1917 года Конвой был переформирован в два отдельных (Кубанский и Терский) гвардейских казачьих дивизиона. Терский гвардейский дивизион 11 июня стал в пригороде Владикавказа колонии Михайловская. Временным командиром части назначается есаул Татонов, временным его помощником есаул Панкратов. 4 марта 1917 года Конвой был переименован в Конвой Верховного Главнокомандующего.  13 марта 1917 года согласно приказу № 12835 Главнокомандующего войсками Петроградского военного округа на театре военных действий генерал-лейтенанта Корнилова: «переименовать бывший Собственный Е. В. Конвой в Л.-Гв. Кавказский казачий полк и отправить его в действующую армию с включением в 3-ю Гвардейскую кавалерийскую дивизию». 30 марта 1917 года Конвой был расформирован, он был переформирован в Кубанский и Терский гвардейские казачьи дивизионы. Затем они приняли участие в Гражданской войне на стороне Белой армии. Уже в эмиграции в 1924 году они вновь слились в единую часть — Дивизион Лейб-гвардии Кубанских и Терской сотен.

## Форма 1914 года

### Мундир
Черкеска (парадная), колпак, тулья, погоны, околыш, клапан — пальто — алый, бешмет (парадный), выпушка — белый, черкеска (конвой) — синий, бешмет (конвой) — алый, черкеска (повседневная) — вишнёвый, подгазник — тёмно-синий, эполеты, металлический прибор — серебряный.

## Командиры
- 26.08.1856—30.08.1858 — флигель-адъютант, полковник князь Багратион, Пётр Романович
- 27.09.1858—08.03.1864 — полковник (с 17.04.1860 генерал-майор Свиты Е. И. В.) Скобелев, Дмитрий Иванович
- 08.03.1864—24.05.1869 — флигель-адъютант, подполковник (с 19.04.1864 полковник) Шереметев, Сергей Алексеевич
- 24.05.1869—13.08.1878 — флигель-адъютант, полковник (с 17.10.1877 генерал-майор Свиты) Черевин, Пётр Александрович
- 13.08.1878—30.08.1887 — флигель-адъютант, полковник Ивашкин-Потапов, Модест Александрович
- 30.08.1887—17.02.1893 — флигель-адъютант, полковник (с 30.08.1891 генерал-майор Свиты) Шереметев, Владимир Алексеевич
- 06.05.1893—12.06.1906 — полковник (с 26.02.1894 флигель-адъютант, с 01.04.1901 генерал-майор Свиты) барон Мейендорф, Александр Егорович
- 12.06.1906—01.01.1914 — полковник (с 31.05.1907 генерал-майор Свиты) князь Трубецкой, Георгий Иванович
- 02.01.1914—22.03.1917 — генерал-майор Свиты граф Граббе-Никитин, Александр Николаевич
- 15.03.1917— (?) — временный командир полковник Рашпиль, Георгий Антонович